# 2-Methyl-1-penten
2-Methyl-1-penten ist eine chemische Verbindung aus der Gruppe der aliphatischen, ungesättigten Kohlenwasserstoffe.

## Gewinnung und Darstellung
2-Methyl-1-penten kann durch Dimerisierung von Propylen gewonnen werden.

## Eigenschaften
2-Methyl-1-penten ist eine leicht entzündbare, leicht flüchtige, farb- und geruchlose Flüssigkeit, die praktisch unlöslich in Wasser ist.

## Verwendung
2-Methyl-1-penten wird bei der Copolymerisation von Ethylen verwendet.

## Sicherheitshinweise
Die Dämpfe von 2-Methyl-1-penten können mit Luft ein explosionsfähiges Gemisch (Flammpunkt −27 °C, Zündtemperatur 300 °C) bilden.